# Tel Hazor
Tel Hazor ou Hatzor (em hebraico: תל חצור) é uma tel acima do sítio da antiga cidade Hazor, cujas ruínas são as maiores e as mais ricas de Israel. Hazor era uma antiga cidade na Galileia, a norte do Mar da Galileia, entre Rama e Cades, numa colina. Atualmente o sítio já foi escavado várias vezes, tendo começado em 1955 com James Armand de Rothschild. Em 2005, foi declarada Patrimônio Mundial da Humanidade, juntamente com Megido e Bersebá.

## Arqueologia
De acordo com alguns arqueólogos, as escavações de uma escada em Tel Hazor foram feitas na parte norte do palácio, de frente para baixa cidade, e está posto num palácio administrativo. A escada já existia até hoje 3.500 anos, quando o líder hebreu Josué invadiu e destruiu a cidade de Hazor. Ela continha 4,5 metros de largura e era feita as lajes de basalto.

## A cidade Hazor
Na Antiguidade, Hazor era a maior cidade fortificada do país e uma das mais importantes do Crescente Fértil. Manteve relações comerciais com a Babilônia e a Síria e importou grandes quantidades de estanho para a indústria do bronze. Dois reis mais importantes de Hazor era Jabim I, pela qual lutou com Josué na Batalha das Águas de Merom, e Jabim II, que escravizou os hebreus e sendo titulado "rei de Canaã".

## Ver também

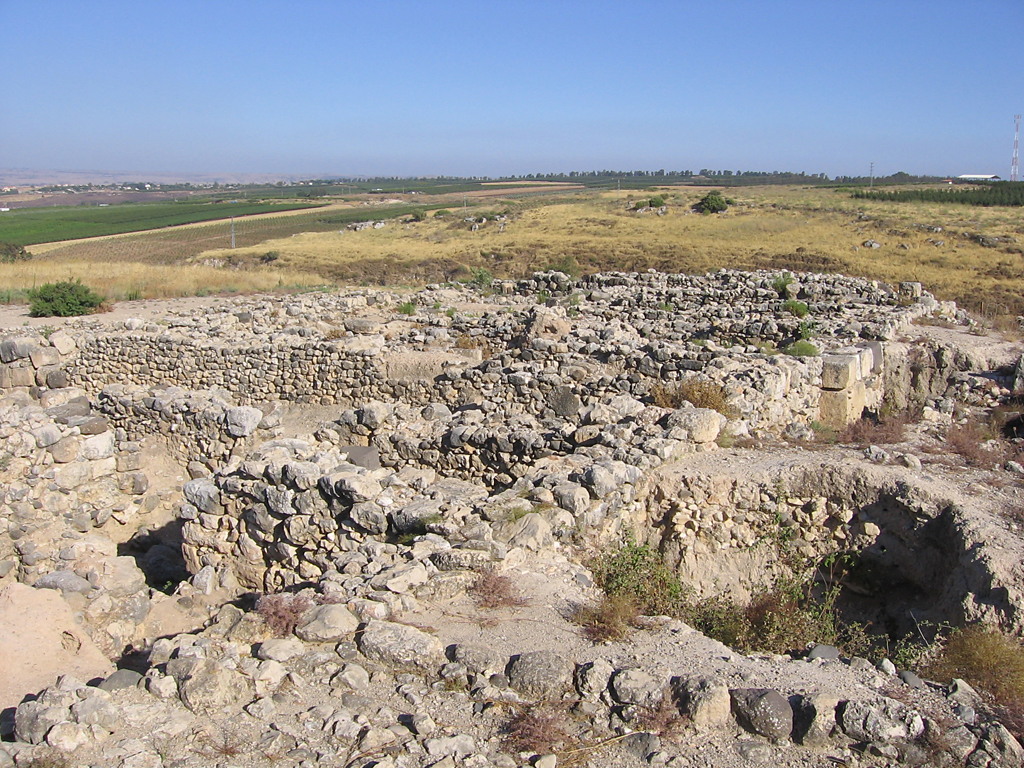
Um baluarte em Hazor